# Eudorylas adunatus
Eudorylas adunatus är en tvåvingeart som först beskrevs av Hardy 1965.  Eudorylas adunatus ingår i släktet Eudorylas och familjen ögonflugor. Inga underarter finns listade i Catalogue of Life.